# Valeri Kharlàmov
Valeri Boríssovitx Kharlàmov (en rus: Вале́рий Бори́сович Харла́мов; 14 de gener de 1948 - 27 d'agost de 1981) va ser un davanter d'hoquei sobre gel que va jugar a la Lliga Soviètica amb el CSKA de Moscou des de 1967 fins al 1981. Tot i que era un jugador baix, Kharlàmov era ràpid, intel·ligent i hàbil i era un jugador dominant, sent nomenat el jugador més valuós de la Lliga del Campionat Soviètic els anys 1972 i 1973. Jugador ofensiu, considerat molt creatiu i intel·ligent sobre el gel, també va ser el màxim golejador el 1972. També era un patinador dotat que era capaç de jugar a la màxima velocitat. Kharlàmov va ser considerat un dels millors jugadors de la seva època, així com un dels millors jugadors de tots els temps.
En competicions internacionals, Kharlàmov va representar la Unió Soviètica en 11 campionats mundials, aconseguint 8 medalles d'or, 2 plata i 1 bronze. Va participar en tres Jocs Olímpics (1972, 1976 i 1980), aconseguint dues medalles d'or i una de plata, i va participar en la Summit Series del 1972 contra Canadà. Va passar la major part de la seva carrera jugant en línia amb Vladimir Petrov i Boris Mikhailov, i aquest trio és considerat un dels millors de la història del hoquei sobre gel.
Kharlàmov va morir en un accident de trànsit el 27 d'agost de 1981. Després de la seva mort, Kharlàmov va ser elegit al Saló de la Fama de la Federació Internacional d'Hoquei sobre Gel, al Saló de la Fama de l'Hoquei, al Saló de la Fama de l'hoquei rus i va ser seleccionat com un dels davanters de la IIHF Centennial All-Star Team. El Trofeu Kharlàmov es lliura anualment al millor jugador d'hoquei rus de la NHL, escollit pels seus companys. La Copa Kharlàmov es lliura al campió dels playoffs de la Lliga Molodežnaja Chokkejnaja i la Lliga Continental d'hoquei (KHL) va donar el seu nom a una de les seves quatre divisions.

## Biografia
Kharlàmov va néixer a Moscou, fill de Borís i Begoñita Kharlàmov. El seu pare era mecànic en una fàbrica, Kommunar, mentre la seva mare treballava a Aeroflot. Begoñita, que es deia Carmen Orive Abad, era basca i originària de Bilbao, al País Basc, però es va traslladar a la Unió Soviètica el 1937 com a refugiada infantil de la Guerra Civil espanyola (vegeu Nens de Rússia). També tenia una germana menor, Tatiana. El 1956, quan tenia vuit anys, Kharlàmov es va traslladar a Espanya amb la seva mare, tot i que ambdós van tornar a la Unió Soviètica al cap d'uns mesos. A causa dels orígens de la seva mare, Kharlàmov seria conegut com «l'espanyol» al llarg de la seva carrera.
Als cinc anys, Kharlàmov va començar a patinar, subjectant les fulles del seu pare a les seves pròpies sabates. Va ser entrenat per Boris, que ell mateix havia jugat a hoquei. Tanmateix, Kharlàmov, a qui també li agradava jugar a futbol, era bastant malaltís de jove; l'any 1961 li van diagnosticar febre reumàtica i els metges li van ordenar que deixés d'activitat física i va passar uns quants mesos a l'hospital, tot i que finalment es va recuperar sense causa aparent ni efectes persistents.

## Carrera de jugador

### Lliga Soviètica
Kharlàmov va provar amb èxit el CSKA Moscou quan tenia 12 anys i es va unir a la seva escola esportiva. Es va incorporar a l'equip sènior per a la temporada 1967–68 i va debutar amb el CSKA el 22 d'octubre de 1967 contra l'HC Sibir. No obstant això, Anatoly Tarasov, l'entrenador de l'equip, va sentir que Kharlàmov no era prou bo per a l'equip, així que després de 15 partits amb el CSKA va enviar Kharlàmov a unir-se a Zvezda Chebarkul, que jugava a la tercera divisió. Lideraria l'equip en anotar amb 34 gols en 32 partits.
La temporada següent, Kharlàmov va tornar al CSKA a temps complet. En 42 partits va marcar 37 gols i va fer 12 assistències i va acabar tercer a la lliga en anotar amb 49 punts; va ser durant un partit l'octubre de 1968 que va ser posat en línia per primera vegada amb Vladimir Petrov i Boris Mikhailov; tots tres jugarien junts durant els anys entrants tant amb el CSKA com internacionalment, formant una de les línies més famoses de la història de l'hoquei. Durant la temporada baixa, ell i els seus companys de línia Petrov i Mikhailov van rebre el títol de Mestre de Mèrit de l'Esport en reconeixement de la victòria d'un torneig internacional (que es convertiria en la Copa Izvestia). Kharlàmov va anotar 33 gols més la temporada 1969–70 i s'havia situat cinquè en la general amb 43 punts, ja que el CSKA va tornar a guanyar el campionat de lliga. Va liderar la lliga en anotar per primera vegada la 1970–71, amb 40 gols, i va acabar segon en la general amb 52 gols, i el CSKA va repetir com a campió.
Encara que Kharlàmov no va jugar mai a Amèrica del Nord, va ser seleccionat pels Calgary Broncos de la World Hockey Association, juntament amb els seus companys soviètics Petrov i Alexander Maltsev a principis de 1972.

## Internacional

### Campionats del Món

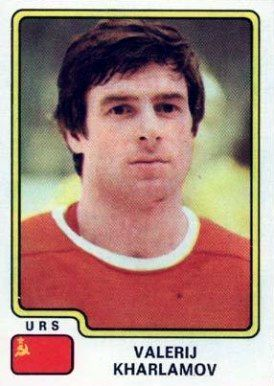
Kharlàmov el 1979

La carrera de Kharlàmov a l'hoquei soviètic estava ben establerta quan va cridar més atenció a través del seu joc a l'hoquei internacional. El seu primer torneig per a la Unió Soviètica va ser el Campionat del Món de 1969, on va ajudar l'equip a aconseguir la medalla d'or. Kharlàmov va formar part de la llista de la selecció soviètica durant la següent dècada. Va jugar en onze Campionats del Món en total i va aconseguir 8 medalles d'or, 2 de plata i 1 de bronze. Va ser nomenat per a l'equip All-Star del torneig quatre vegades (1971, 1972, 1973 i 1976). Va jugar un total de 105 partits al Campionat del Món, marcant 74 gols i sumant 82 assistències (156 punts).

### Sèrie Cimera
Com que els Campionats del Món es jugaven habitualment a Europa i els jugadors de la National Hockey League (NHL) tampoc podien participar en els Jocs Olímpics, Kharlàmov i els seus companys d'equip encara eren una quantitat una mica desconeguda quan es va jugar la sèrie Summit de 1972. La sèrie de vuit partits, amb quatre partits jugats al Canadà i quatre a la Unió Soviètica, va ser una de les primeres oportunitats per als dos països d'enfrontar els seus millors jugadors d'hoquei. La majoria dels experts pensaven que el Canadà guanyaria de manera convincent.
En el primer partit de la sèrie, la Unió Soviètica va sorprendre Canadà amb una victòria per 7–3. Kharlàmov va marcar dos gols a Ken Dryden durant el segon període i va ser nomenat el jugador més valuós del partit. Els nous observadors de l'obra de Kharlàmov van quedar universalment impressionats. El defensa de Summit Series Serge Savard el va classificar com un dels cinc millors jugadors de tots els temps. L'entrenador en cap de l'equip del Canadà, Harry Sinden, diria més tard de Kharlàmov: «En aquell moment tenia l'habilitat i l'habilitat de qualsevol jugador de la NHL».
En el sisè joc de la sèrie, Bobby Clarke va tallar Kharlàmov, fracturant-se un os al turmell. Es perdria el setè partit de la sèrie i va tornar a l'alineació per al darrer partit, però amb una efectivitat molt reduïda. En aquell moment, molts van sentir que la tala va ser intencionada. L'entrenador ajudant John Ferguson diria més tard  «Vaig trucar a (Bobby) Clarke a la banqueta, vaig mirar Kharlàmov i li vaig dir: Crec que necessita un toc al turmell». Pel que fa al mateix Kharlàmov, no dubtava que s'havia intentat limitar la seva eficàcia,  «Estic convençut que a Bobby Clarke se li va donar l'encàrrec de treure'm del joc». La lesió de Kharlàmov i la seva disminució del joc després s'han considerat com un punt d'inflexió per a la sèrie a favor del Canadà, que va guanyar la sèrie en el vuitè i últim joc.
Dos anys més tard, Kharlàmov va tornar a estar a l'alineació soviètica durant la Sèrie Cimera de 1974, jugant contra els millors jugadors canadencs de l’Associació Mundial d'Hoquei. Els soviètics van ser victoriosos en aquesta sèrie, amb quatre victòries, una derrota i tres empats. Kharlàmov va marcar dos gols i va afegir sis assistències a la sèrie.

### Jocs Olímpics
Kharlàmov va ajudar l'equip nacional soviètic d'hoquei sobre gel a guanyar medalles d'or als Jocs Olímpics d'hivern de 1972 i 1976. En cinc partits durant el torneig de 1972, Kharlàmov va marcar nou gols i va afegir set assistències. Va guanyar la seva segona medalla d'or amb la Unió Soviètica el 1976, aportant tres gols i sis assistències. Kharlàmov també va formar part de l'equip soviètic guanyador de la medalla de plata als Jocs Olímpics d'hivern de 1980, que van ser el seu últim torneig internacional. En total, Kharlàmov va guanyar dues medalles d'or i una de plata als Jocs Olímpics, anotant 36 punts en 22 partits de carrera.
Kharlàmov mai va jugar en un torneig de la Copa del Canadà. Es va perdre la Copa del Canadà de 1976 a causa de les lesions que va patir en el seu primer accident de cotxe important, i es va deixar fora de la llista per a la Copa del Canadà de 1981 tot just abans del seu accident de cotxe mortal, ja que Tikhonov sentia que era massa gran i no estava prou en forma per a l'equip. Segons la seva sogra, Kharlàmov havia planejat anunciar la seva retirada després de jugar al torneig de 1981.

## Mort

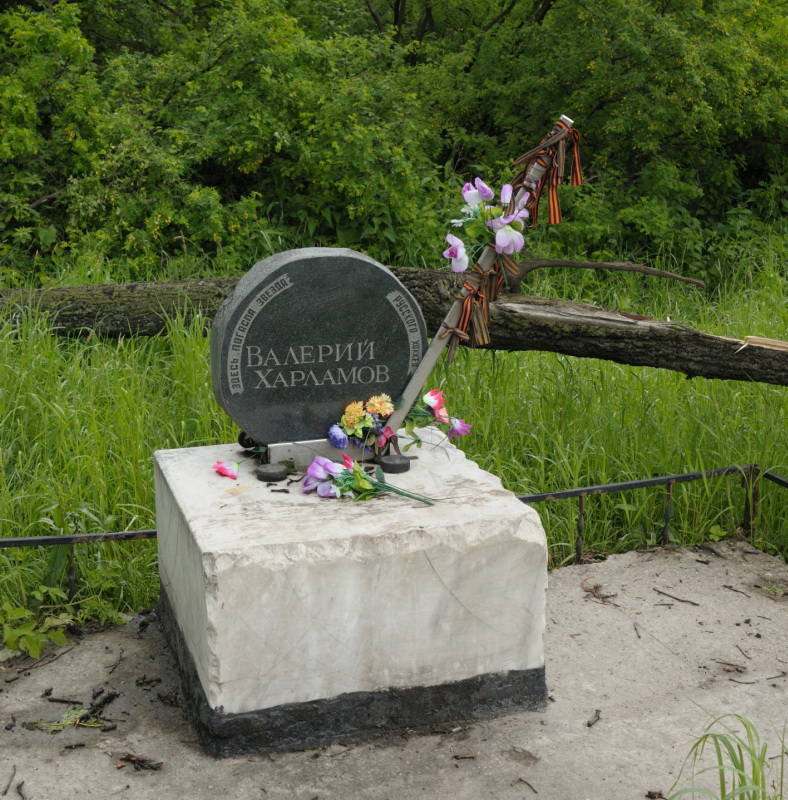
Memorial a la carretera a Valeri Kharlàmov, prop del lloc del seu accident mortal.

Kharlàmov encara estava actiu amb el CSKA quan va morir en un accident de cotxe el 27 d'agost de 1981. Abans de l'accident, Kharlàmov havia estat informat que no seria membre de l'equip soviètic que jugava a la Copa del Canadà de 1981. L'entrenador Viktor Tikhonov va dir que Kharlàmov va quedar fora de l'equip per preocupacions pel seu condicionament. Irina, l'esposa de Kharlàmov, tornava a Moscou des de la casa de la família quan va perdre el control i es va travessar amb el trànsit contrari, colpejant frontalment un camió. La Irina no tenia carnet de conduir en el moment de l'accident. Quan es van recuperar els cossos, Kharlàmov s'estava agafant des del seu seient, agafant-se al volant. El cosí d'Irina també va ser assassinat. Els aficionats van recórrer els carrers durant la seva processó fúnebre a Moscou, i van passar per davant del seu arquet que descansava al centre de gel de l'arena del CSKA. A prop de l'escena de l'accident, hi ha una pedra commemorativa en forma de disc d'hoquei inscrit, L'estrella de l'hoquei rus va caure aquí.

## Llegat
Després de la seva mort, els companys d'equip de Kharlàmov amb el CSKA van decidir que ningú a cap nivell de l'organització portaria el jersei número 17 de Kharlàmov, fins que el seu fill Alexander tingués l'edat suficient per portar-lo. Alexander va portar el número 17 fins que era adolescent, però més tard va canviar al número 22, sentint que les expectatives que anaven amb el número de jersei del seu pare eren massa grans. Quan es va trobar jugant a Tikhonov amb el CSKA el 1992, es va prendre la decisió i se li va lliurar el jersei número 17. Després de ser reticent inicialment, Alexander va dir:  «Ara m'hi acostumo. Vaig sentir una càrrega addicional sobre les meves espatlles. Però ara no sento res així». Cap membre de la selecció russa no porta el número 17 en competicions internacionals sèniors. Ilya Kovalchuk sol portar el número 17 en honor a Kharlàmov a les competicions de clubs, el jugador preferit del seu pare.

Monument a Valeri Kharlàmov a Moscou

En la seva memòria, el diari Sovetsky Sport va establir el Trofeu Kharlàmov el 2002; s'atorga anualment al millor jugador rus de la Lliga nacional d'hoquei, seleccionat pels jugadors russos de la lliga. El guanyador anual dels playoffs de la Lliga d'hoquei juvenil de Rússia rep la Copa Kharlàmov. El trofeu presenta una figura modelada després de Kharlàmov a la part superior. Una de les divisions de la Conferència Est de la Lliga Kontinental d'Hoquei també porta el seu nom. El 2013, el director Nikolay Lebedev va estrenar el biopic Legend No. 17, amb Danila Kozlovsky interpretant Kharlàmov durant la major part de la pel·lícula. Legend No 17 va ser nominada a 11 premis Golden Eagle el 2013 i en va capturar sis, inclòs el millor guió. La pel·lícula ha estat descrita com la favorita de Vladimir Putin.
Kharlàmov va ser inclòs pòstumament al Saló de la Fama de la Federació Internacional d'Hoquei sobre Gel (IIHF) el 1998. El Saló de la Fama de l'IIHF atorga el Milestone Award als equips que han fet contribucions importants a l'hoquei internacional. El 2012, l'equip de la Unió Soviètica de la Sèrie Cimera de Kharlàmov de 1972 va rebre aquest honor. Per celebrar el 100è aniversari de l'IIHF el 2008, un grup d'experts va nomenar Kharlàmov a l’equip Centennial All-Star, juntament amb altres tres estrelles soviètiques, Vladislav Tretiak, Viatxeslav Fetíssov i Serguei Makàrov. Kharlàmov va ser inclòs al Saló de la Fama de l'hoquei el 2005. La seva inducció va ser rebuda amb elogis d'un dels jugadors que el va idolatrar, Ilya Kovalchuk. Kharlàmov va ser el segon jugador entrenat soviètic, després de Tretiak, a ser inclòs al Saló de la Fama. En escoltar la notícia de la incorporació del seu pare, Alexander Kharlàmov va dir:  «Vull donar les gràcies per recordar el meu pare». El 2014, Kharlàmov va formar part de la classe inaugural incorporada al Saló de la Fama de l'hoquei rus.

## Vida personal
Kharlàmov i Irina van tenir dos fills, un fill, Alexander, conegut comunament com Sasha i una filla, Begonita. Valeri es va casar amb Irina el 1975, després que va néixer Alexander. En aquell moment Kharlàmov no sabia que tenia un fill, fins que va rebre una trucada telefònica d'Irina dient-li que era el pare del nadó. Després de la mort dels seus pares, els nens van anar a viure amb la seva àvia materna a Moscou. Alexandre només tenia cinc anys quan el seu pare va morir, i no el recorda bé, tot i que ha vist enregistraments dels seus jocs. Alexander també es convertiria en un jugador d'hoquei sobre gel, i va ser seleccionat quinzè en general per les Capitals de Washington al draft d'entrada de la NHL de 1994, tot i que mai va jugar a la NHL, jugant a les lligues menors nord-americanes on va fer una contribució significativa als Hampton Roads. Almiralls guanyant la Kelly Cup, i de tornada a Rússia abans de retirar-se el 2004. El fill d'Alexandre es diu Valeri, en honor al seu avi, encara que el seu esport preferit és el futbol, més que l'hoquei. Després de la seva mort, Kharlàmov va ser enterrat al Cementiri de Kúntsevo al districte de Kuntsevo de Moscou.